# Capetus
Capetus ist in der römischen Mythologie ein Nachkomme von Aeneas und achter König von Alba Longa. 
In der Königsliste des Dionysios von Halikarnassos erscheint er mit dem Namen Calpetus.
Sein Vorgänger war Capys.
Capetus regierte 13 Jahre lang. Legt man die von Dionysios von Halikarnassos angegebenen Regierungszeiten mit einer Rückrechnung vom traditionellen Jahr der Gründung Roms zugrunde, so entspricht das den Jahren 937 bis 924 v. Chr.
Sein Nachfolger war Tiberinus Silvius.